# Bob Dernier
Robert Eugene Dernier (Kansas City, Misuri, 5 de enero de 1957), más conocido como Bob Dernier, es un exjugador profesional estadounidense de béisbol que se desempeñó en la posición de jardinero central en las Grandes Ligas de Béisbol (MLB). Logró obtener un Guante de Oro.

## Carrera
Dernier jugó como profesional cuatro temporadas en Philadelphia Phillies (1980-1983), después pasó a Chicago Cubs (1984-1987), luego a Philadelphia Phillies, donde jugó dos temporadas (1988-1989), y fue el equipo en el que se retiró.

## Premios
Fue galardonado con el Guante de Oro en una oportunidad (1984).